# Borneoclytus
Borneoclytus is een kevergeslacht uit de familie van de boktorren (Cerambycidae). De wetenschappelijke naam van het geslacht werd voor het eerst geldig gepubliceerd in 2006 door Dauber.

## Soorten
Borneoclytus is monotypisch en omvat slechts de volgende soort:
- Borneoclytus borneanus Dauber, 2006